# ボブ・コンフォート
ボブ・コンフォート（英語: Bob Confort、1940年9月17日 - 2010年1月8日）は、アメリカ合衆国の脚本家兼プロデューサーである。
『恋のドッグファイト』（1991年）、『グッドラック』（1996年）、『ジャスト・アワー・ラック』（1983年）などで知られる。
『恋のドッグファイト』は海兵隊帰還兵の経験を生かして脚本を書いている。
2010年1月8日、アメリカ合衆国オレゴン州ポートランドで亡くなった。認知症。(69歳没)